# Marion Cotillard
Marion Cotillard (; n. 30 septembrie 1975, Paris, Région parisienne, Franța) este o actrițǎ franceză de film, laureată a premiului Oscar pentru rolul Édith Piaf din La vie en rose.

## Filmografie

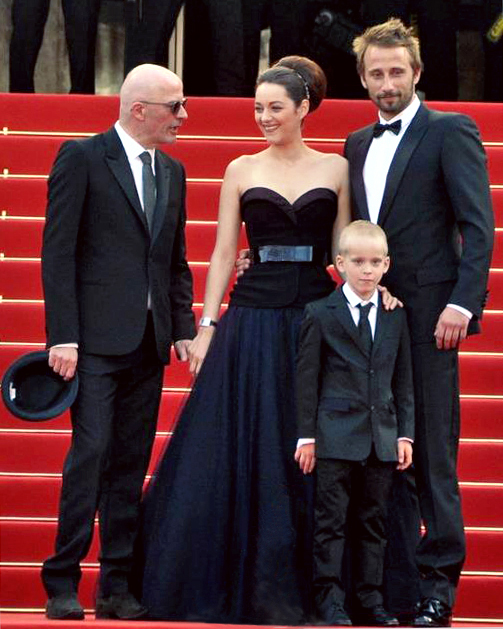
Marion cu Jacques Audiard și Matthias Schoenaerts la prezentarea De rouille et d'os la Festivalul de la Cannes 2012.

| An   | Titlu                                              | Rol                         | Note                                                |
| ---- | -------------------------------------------------- | --------------------------- | --------------------------------------------------- |
| 1993 | Intériorité                                        | Fairy                       | Film scurt                                          |
| 1994 | L' Histoire du garçon qui voulait qu'on l'embrasse | Mathilde                    |                                                     |
| 1995 | Snuff Movie                                        |                             | Film scurt                                          |
| 1996 | Insalata Mista                                     | Juliette                    | Film scurt                                          |
| 1996 | My Sex Life... or How I Got Into an Argument       | Student                     | aka Comment je me suis disputé... (ma vie sexuelle) |
| 1996 | Chloé                                              | Chloé                       |                                                     |
| 1996 | La Belle Verte                                     | Nurse                       |                                                     |
| 1996 | La Mouette                                         | Laurence                    | Film scurt                                          |
| 1997 | Affaire classée                                    | Nathalie                    | Film scurt                                          |
| 1997 | La sentence                                        |                             | Film scurt                                          |
| 1998 | Taxi                                               | Lilly Bertineau             |                                                     |
| 1998 | Interdit de vieillir                               | Abigail Dougnac             |                                                     |
| 1998 | La surface de réparation                           | Stella                      | Film scurt                                          |
| 1999 | War in the Highlands                               | Julie Bonzon                | aka La Guerre dans le Haut Pays                     |
| 1999 | Furia                                              | Élia                        |                                                     |
| 1999 | L'appel de la cave                                 | Rachel                      | Film scurt                                          |
| 1999 | Blue Away to America                               | Solange                     | aka Du bleu jusqu'en Amérique                       |
| 2000 | Taxi 2                                             | Lilly Bertineau             |                                                     |
| 2000 | Quelques jours de trop                             |                             | Film scurt                                          |
| 2000 | Le marquis                                         |                             | Film scurt                                          |
| 2001 | Lisa                                               | Young Lisa                  |                                                     |
| 2001 | Une femme piégée                                   | Florence Lacaze             |                                                     |
| 2001 | Pretty Things                                      | Marie/Lucie                 | aka Les Jolies choses                               |
| 2001 | Heureuse                                           | La virtuelle de 35 kg       | Film scurt                                          |
| 2001 | Boomer                                             | Mme Boomer                  | Film scurt                                          |
| 2002 | A Private Affair                                   | Clarisse Entoven            | aka Une affaire privée                              |
| 2003 | Taxi 3                                             | Lilly Bertineau             |                                                     |
| 2003 | Love Me If You Dare                                | Sophie Kowalsky             | aka Jeux d'enfants                                  |
| 2003 | Big Fish                                           | Joséphine Bloom             |                                                     |
| 2004 | Innocence                                          | Mademoiselle Éva            |                                                     |
| 2004 | A Very Long Engagement                             | Tina Lombardi le rat        | aka Un long dimanche de fiançailles                 |
| 2005 | Cavalcade                                          | Alizée                      |                                                     |
| 2005 | Love Is in the Air                                 | Alice                       | aka Ma vie en l'air                                 |
| 2005 | Mary                                               | Gretchen Mol                |                                                     |
| 2005 | Burnt Out                                          | Lisa                        | aka Sauf le respect que je vous dois                |
| 2005 | The Black Box                                      | Isabelle Kruger/Alice       | aka La Boîte Noire                                  |
| 2005 | Edy                                                | Céline/La chanteuse du rêve |                                                     |
| 2006 | You and Me                                         | Léna                        | aka Toi et Moi                                      |
| 2006 | Dikkenek                                           | Nadine                      |                                                     |
| 2006 | Fair Play                                          | Nicole                      |                                                     |
| 2006 | A Good Year                                        | Fanny Chenal                |                                                     |
| 2006 | Happy Feet                                         | Gloria (voice)              | French version                                      |
| 2007 | La Vie en rose                                     | Édith Piaf                  | aka La Môme                                         |
| 2008 | Lady Noire Affair                                  | Lady Noire                  | Film scurt                                          |
| 2009 | Public Enemies                                     | Billie Frechette            |                                                     |
| 2009 | The Last Flight                                    | Marie Vallières de Beaumont | aka Le dernier vol                                  |
| 2009 | Nine                                               | Luisa Contini               |                                                     |
| 2009 | OceanWorld 3D                                      | Narrator                    | Documentary                                         |
| 2010 | Lady Rouge                                         | Lady Rouge                  | Film scurt                                          |
| 2010 | Forehead Tittaes                                   | Marion Cotillard            | Film scurt                                          |
| 2010 | Lady Blue Shanghai                                 | Lady Blue                   | Film scurt                                          |
| 2010 | Inception                                          | Mallorie "Mal" Cobb         |                                                     |
| 2010 | Little White Lies                                  | Marie                       | Les petits mouchoirs                                |
| 2011 | Lady Grey London                                   | Lady Grey                   | Film scurt                                          |
| 2011 | Midnight in Paris                                  | Adriana                     |                                                     |
| 2011 | Contagion                                          | Dr. Leonora Orantes         |                                                     |
| 2011 | L.A.dy Dior                                        | Margaux                     | Film scurt                                          |
| 2012 | Rust and Bone                                      | Stéphanie                   | aka De Rouille et D'os                              |
| 2012 | The Dark Knight Rises                              | Miranda Tate/Talia al Ghul  |                                                     |
| 2013 | The Immigrant                                      | Ewa Cybulski                |                                                     |
| 2013 | Blood Ties                                         | Monica                      |                                                     |
| 2013 | Anchorman 2: The Legend Continues                  | CBC News Co-host            | Cameo                                               |
| 2014 | Terre des Ours                                     | Narator                     | Documentar                                          |
| 2014 | Two Days, One Night                                | Sandra                      | aka Deux jours, une nuit                            |
| 2014 | Unity                                              | Narator                     | Documentar                                          |
| 2015 | A Rigged World                                     | Avril (voice)               | aka Un Monde Truqué                                 |
| 2015 | The Little Prince                                  | The Rose (voce)             | Post-producție                                      |
| 2015 | Macbeth                                            | Lady Macbeth                | Post-producție                                      |
| 2016 | Mal de Pierres                                     |                             | Anunțat                                             |

### Teatru
- 1997: Y'a des Nounours Dans les Placards, regizat de Laurent Cotillard, la Théâtre Contemporain de la Danse în Paris, Franța.
- 2005: Joan of Arc at the Stake, oratorio by Arthur Honegger,  libretto by Paul Claudel, regizat de Jean-Pierre Loisil, în Orléans, Franța.
- 2012: Joan of Arc at the Stake, oratorio by Arthur Honegger, libretto by Paul Claudel, regizat de Marc Soustrot, în Barcelona, Spania.[18]

### Clipuri
- 1990: Clip "Petite fille" - Les Wampas[19]
- 2004: Clip "Givin'Up" - Richard Archer and Tommy Hools
- 2004: Clip "No Reason To Cry Out Your Eyes" - Hawksley Workman
- 2009: Clip "Beds Are Burning" - TckTckTck - Time for Climate Justice[20]
- 2010: Clip "More Than Meets The Eyes" - Yodelice[21]
- 2010: Clip "Breathe In" - Yodelice
- 2010: Clip "Take It All" - Nine[22]
- 2010: Clip "The Eyes of Mars" - Franz Ferdinand
- 2012: Clip "Lily's Body" - Lady Dior Web Documentary[23]
- 2013: Clip "The Next Day" - David Bowie[24]

### Voxografie
Marion Cotillard a dublat o serie de filme în Franța, printre care și toate rolurile sale jucate în limba engleză:
- 2003: Big Fish
- 2005: Mary
- 2006: Happy Feet
- 2006: A Good Year
- 2009: Public Enemies
- 2009: Nine
- 2010: Inception
- 2011: Midnight in Paris
- 2011: Contagion
- 2012: The Dark Knight Rises
- 2013: The Immigrant
- 2013: Blood Ties